# Szákszend
Szákszend é um município da Hungria, situado no condado de Komárom-Esztergom. Tem 35,93 km² de área e sua população em 2015 foi estimada em 1.447 habitantes.